# 1,4-dioxan
1,4-Dioxan (též diethylendioxid nebo p-dioxan) je bezbarvá těkavá kapalina, slabě éterického zápachu. Po chemické stránce je to heterocyklická sloučenina s jedním šestičlenným kruhem, obsahujícím dva kyslíkové atomy. Může být však považován též za cyklický ether.
Od jeho struktury jsou mj. odvozeny sloučeniny, souhrnně označované jako dioxiny, patřící k nebezpečným látkám znečišťujícím přírodní prostředí.

## Vznik
Vzniká např. dimerizací ethylenoxidu v kyselém prostředí za přítomnosti vody
Reakce probíhá dvoustupňově, meziproduktem je ethylenglykol:

## Vlastnosti
Látka je neomezeně mísitelná s vodou. Je rozpustná jak v polárních organických rozpouštědlech (např. v ethanolu), tak v nepolárních (např. v benzenu). Je silně hořlavá, její páry ve směsi se vzduchem jsou výbušné v rozmezí koncentrací 2 až 22 %.
Při dlouhodobém styku s vzdušným kyslíkem mohou vznikat peroxidické deriváty dioxanu, které jsou za určitých podmínek náchylné k explozím. Postupně se oxiduje, zejména za současného působení slunečního záření, až na oxid uhelnatý.

## Použití
Používá se především v laboratoří a v chemické výrobě jako rozpouštědlo. Kromě toho bývá používán jako ředidlo v lacích a jiných nátěrových hmotách, v tmelech a lepidlech a jako stabilizační přísada k prostředkům pro chemické čištění oděvů (např. k 1,1,1-trichlorethanu). Používá se též v biologii a v lékařství při přípravě vzorků pro mikroskopické zkoumání.
Ultračistý 1,4-dioxan je používán též jako náplň scintilačních detektorů ionizujícího záření.

## Zdravotní účinky
1,4-Dioxan se při vdechování nebo požití velmi rychle vstřebává, vstřebávání kůží je však relativně pomalé. Metabolizuje se především na kyselinu beta-hydroxyethoxyoctovou, která je následně rychle vyloučena. Experimenty na potkanech ukázaly, že se eliminace 1,4-dioxanu a jeho metabolitů se zvyšováním dávky zpomaluje, což ukazuje na nasycení metabolismu látky.
U vzorku exponovaných pracovníků se neprojevily žádné klinické projevy ani změna mortality. U potkanů 1,4-dioxan způsobuje degenerativní a nekrotické změny na játrech a ledvinách. Vysoké dávky zvyšují hladinu jaterního cytochromu P450. Reprodukční toxicita nebyla u potkanů prokázána.
Při malé studii, kdy se zkoumal vliv expozice nízkým koncentracím 1,4-dioxanu na zdraví pracovníků, nebyla zaznamenána zvýšená úmrtnost na nádorová onemocnění. U zvířat se však karcinogenita prokázala. U myší se projevuje zvýšený výskyt hepatocelulárního adenomu a karcinomu, u potkanů nádorů nosní dutiny, jater, podkožní tkáně, prsních žláz a pobřišnice, u morčat nádorů jater a žlučníku. U potkanů se zvýšení výskytu nádorů neprojevilo při inhalační expozici. U myší zvyšovalo vstřikování 1,4-dioxanu do pobřišnice incidenci nádorů plic, toto se však neprojevilo při orální cestě expozice.
IARC klasifikuje 1,4-dioxan jako možný karcinogen pro člověka (skupina 2B).